# آنگلا هاینز
 آنگلا هاینز (انگلیسی: Angela Haynes؛ زاده ۲۷ سپتامبر ۱۹۸۴) یک تنیس‌باز اهل ایالات متحده آمریکا است.